# Elaeocarpus acronodia
Elaeocarpus acronodia är en tvåhjärtbladig växtart. Elaeocarpus acronodia ingår i släktet Elaeocarpus och familjen Elaeocarpaceae.

## Underarter
Arten delas in i följande underarter:
- E. a. acronodia
- E. a. sumatranus
- E. a. sundarum